# جيمس هيرمان روبنسون
جيمس هيرمان روبنسون (بالإنجليزية: James Herman Robinson)‏ هو ناشط أمريكي، ولد في 24 يناير 1907 في نوكسفيل في الولايات المتحدة، وتوفي في 6 نوفمبر 1972 في نيويورك في الولايات المتحدة.